# Meta Platforms
Meta Platforms, Inc. (tiếng Việt: Tập đoàn Nền tảng Meta), tên thương mại Meta, tên cũ Facebook, Inc. và TheFacebook, Inc., là một công ty truyền thông xã hội và công nghệ Mỹ có trụ sở tại Menlo Park, California. Được thành lập bởi Mark Zuckerberg, cùng với các sinh viên và bạn cùng phòng của Đại học Harvard, Eduardo Saverin, Andrew McCollum, Dustin Moskovitz và Chris Hughes, ban đầu là TheFacebook.com trên Facebook, trang web mạng xã hội toàn cầu phổ biến. Đây được coi là một trong những công ty công nghệ Big Five cùng với Microsoft, Amazon, Apple và Google. Meta là một trong những công ty có giá trị nhất thế giới.
Meta cung cấp các sản phẩm và dịch vụ khác. Công ty đã mua lại Instagram, WhatsApp và Oculus và phát triển độc lập các ứng dụng Facebook Messenger, Threads, Facebook Watch và Facebook Portal. Công ty còn có 9,99% cổ phần trên Jio Platforms.
Vào tháng 10 năm 2021, thông tin báo chí công bố rằng công ty mẹ của Facebook sẽ đổi tên để thể hiện "sự tập trung vào việc xây dựng" siêu vũ trụ, và được điều chỉnh lại là Meta cuối tháng trên vào 28 tháng 10. Cái tên "Meta" đến từ tiếng Hy Lạp và nghĩa là "vượt ra ngoài", thể hiện những bước chuyển tương lai.

## Lịch sử

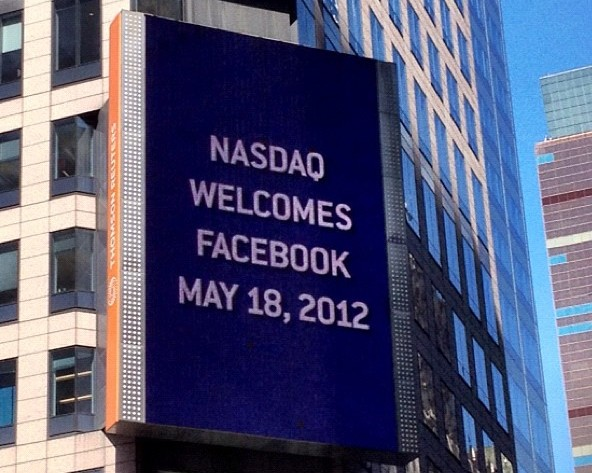
Bảng quảng cáo trên tòa nhà Thomson Reuters chào mừng Facebook đến với NASDAQ, 2012

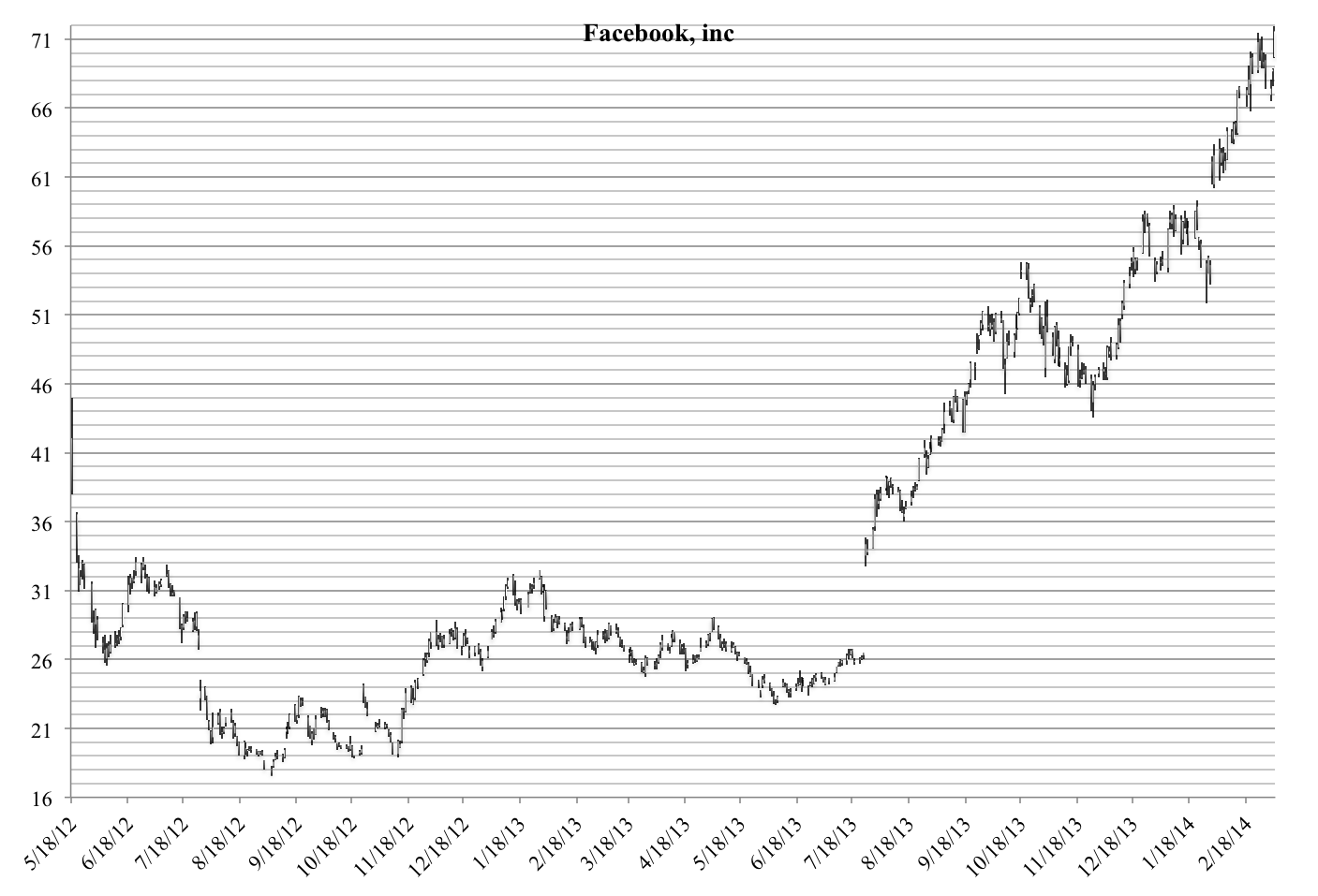
Biểu đồ chứng khoán của Facebook

Facebook đã nộp đơn chào bán công khai lần đầu (IPO) vào ngày 1 tháng 2 năm 2012. Bản cáo bạch sơ bộ tuyên bố rằng công ty đang tìm cách huy động 5 tỷ đô la. Tài liệu thông báo rằng công ty có 845 triệu người dùng hoạt động hàng tháng và trang web của có 2,7 tỷ lượt thích và bình luận hàng ngày. Sau khi IPO, Zuckerberg sẽ giữ lại 22% cổ phần sở hữu trong Facebook và sẽ sở hữu 57% cổ phần có quyền biểu quyết.
Underwriters định giá cổ phiếu ở mức 38 đô la, định giá công ty ở mức 104 tỷ đô la, mức định giá lớn nhất cho đến nay đối với một công ty đại chúng mới thành lập. Vào ngày 16 tháng 5, một ngày trước khi IPO, Facebook tuyên bố sẽ bán thêm 25% cổ phần so với dự kiến ban đầu do nhu cầu cao. IPO này đã huy động được 16 tỷ đô la, trở thành công ty lớn thứ ba trong lịch sử Hoa Kỳ (vượt AT&T Wireless và chỉ sau General Motors và Visa). Giá cổ phiếu khiến công ty có vốn hóa thị trường cao hơn hầu hết công ty trừ một số tập đoàn Mỹ - vượt qua các đối thủ nặng ký như Amazon, McDonald, Disney, và Kraft Foods - và khiến số cổ phiếu của Zuckerberg trị giá 19 tỷ USD. Thời báo New York tuyên bố rằng việc cung cấp đã vượt qua các câu hỏi về những khó khăn của Facebook trong việc thu hút các nhà quảng cáo để biến công ty thành một công ty có "cổ phiếu phải sở hữu". Jimmy Lee của JPMorgan Chase đã mô tả nó là "blue-chip tuyệt vời tiếp theo".  Các biên tập viên tại TechCrunch, mặt khác, bày tỏ sự hoài nghi, nói rằng "Đó là một kỳ vọng quá lớn và [Facebook] có thể sẽ cần thêm các dòng doanh thu mới táo bạo để biện minh cho việc định giá khổng lồ như voi ma mút".
Giao dịch cổ phiếu, bắt đầu vào ngày 18 tháng 5, đã bị trì hoãn ngày hôm đó do sự cố kỹ thuật với sàn giao dịch NASDAQ. Các cổ phiếu đấu tranh để ở trên mức giá IPO trong phần lớn thời gian trong ngày, buộc các nhà bảo lãnh phải mua lại cổ phiếu để hỗ trợ giá. Khi kết thúc, cổ phiếu được định giá ở mức 38,23 đô la, chỉ cao hơn 0,23 đô la so với giá IPO và giảm 3,82 đô la so với giá trị khi mở bán. Việc mở cửa giaodịch được báo chí tài chính mô tả rộng rãi là một sự thất vọng. Tuy nhiên, cổ phiếu đã lập kỷ lục mới về khối lượng giao dịch của một IPO. Vào ngày 25 tháng 5 năm 2012, cổ phiếu đã kết thúc tuần giao dịch đầu tiên ở mức $ 31,91, giảm 16,5%.
Vào ngày 22 tháng 5 năm 2012, các nhà quản lý từ Cơ quan quản lý ngành tài chính của Phố Wall tuyên bố rằng họ đã bắt đầu điều tra xem các ngân hàng bảo lãnh Facebook có chia sẻ thông tin không đúng với khách hàng chọn lọc hay không, thay vì công chúng. Thư ký tiểu bang Massachusetts William Galvin đã triệu tập Morgan Stanley về vấn đề tương tự. Các cáo buộc đã gây ra "cơn thịnh nộ" giữa một số nhà đầu tư và dẫn đến việc nộp đơn kiện ngay lập tức, một trong số đó là một vụ kiện tập thể đòi bồi thường hơn 2,5 tỷ đô la do IPO. Bloomberg ước tính rằng các nhà đầu tư bán lẻ có thể đã mất khoảng 630 triệu đô la vào cổ phiếu Facebook kể từ khi ra mắt.
Standard & Poor đã thêm Facebook, Inc. vào chỉ số S & P 500 vào ngày 21 tháng 12 năm 2013.
Vào ngày 2 tháng 5 năm 2014, Zuckerberg tuyên bố rằng công ty sẽ thay đổi phương châm nội bộ từ "Di chuyển nhanh và phá vỡ mọi thứ" sang "Di chuyển nhanh với cơ sở hạ tầng ổn định". Khẩu hiệu trước đó đã được mô tả là "chỉ thị chính của Zuckerberg cho các nhà phát triển và nhóm của anh ấy" trong một cuộc phỏng vấn năm 2009 trên Business Insider, trong đó anh cũng nói "Trừ khi bạn phá vỡ mọi thứ, bạn sẽ không di chuyển đủ nhanh." 
Trong tháng 5 năm 2019, Facebook thành lập Libra Networks, báo cáo để phát triển riêng của họ stablecoin cryptocurrency. Trong những phát triển gần đây, đã có báo cáo rằng Thiên Bình đang được hỗ trợ bởi các công ty tài chính như Visa, Mastercard, PayPal và Uber. Liên minh các công ty dự kiến sẽ tập hợp 10 triệu đô la mỗi công ty để tài trợ cho việc ra mắt đồng tiền điện tử có tên Libra.
Ngày 28 tháng 10 năm 2021, sau nhiều tin tức không thuận lợi về các hoạt động của mạng xã hội Facebook, công ty mẹ Facebook đổi tên thành Meta (tên luật pháp Meta Platforms, Inc.) nhằm mục đích "phản ánh sự chú trọng xây dựng siêu vũ trụ ảo (metaverse)".

### Sáp nhập và mua lại
Trong suốt quá trình tồn tại, Meta đã mua lại nhiều công ty (thường được xác định là mua lại nhân tài).
Một trong những vụ mua lại lớn đầu tiên của nó là vào tháng 4 năm 2012, khi Facebook mua lại Instagram với giá trị khoảng 1 tỷ đô la tiền mặt và chứng khoán.
Vào tháng 10 năm 2013, Facebook đã mua lại Onavo, một công ty phân tích web di động của Israel.
Vào tháng 2 năm 2014, Facebook tuyên bố sẽ mua công ty nhắn tin di động WhatsApp với giá 19 tỷ USD tiền mặt và chứng khoán. Cuối năm đó, Facebook đã mua Oculus VR với giá 2,3 tỷ đô la cổ phiếu và tiền mặt, phát hành tai nghe thực tế ảo tiêu dùng đầu tiên vào năm 2016.
Vào cuối tháng 7 năm 2019, công ty công bố rằng nó đang bị  Ủy ban Thương mại Liên bang điều tra về việc chống độc quyền.
Vào cuối tháng 11 năm 2019, Facebook tuyên bố mua lại nhà phát triển trò chơi Beat Games, chịu trách nhiệm phát triển một trong những tựa game VR nổi tiếng nhất trong năm, Beat Saber.

### Các vụ điều trần
Rất nhiều vụ điều trần khác nhau đã được gửi lên cho công ty trên, kể cả khi dưới cái tên là Facebook hay Meta.

### Đổi tên là Meta
Sau một thời gian bị giám sát gắt gao và bị tố giác rò rỉ thông tin, tin tức bắt đầu xuất hiện vào ngày 21 tháng 10 năm 2021 về kế hoạch đổi thương hiệu công ty và đổi tên của Facebook. Trong Bản báo cáo thu nhập quý 3 năm 2021, vào ngày 25 tháng 10, Mark Zuckerberg đã thảo luận về những lời chỉ trích liên tục đối với các dịch vụ mạng xã hội của công ty và cách nó hoạt động, đồng thời chỉ ra những nỗ lực xoay quanh việc xây dựng metaverse - mà không đề cập đến việc đổi thương hiệu và đổi tên.  Tầm nhìn metaverse và việc đổi tên từ Facebook, Inc. thành Meta Platforms đã được giới thiệu tại Facebook Connect vào ngày 28 tháng 10 năm 2021. Dựa trên chiến dịch PR của Facebook, việc thay đổi tên này phản ánh sự thay đổi trọng tâm dài hạn của công ty là xây dựng metaverse, một phần mở rộng kỹ thuật số của thế giới vật chất bằng các tính năng truyền thông xã hội, thực tế ảo và thực tế tăng cường.
"Meta" đã được đăng ký làm nhãn hiệu ở Hoa Kỳ vào năm 2018 (sau khi nộp đơn lần đầu vào năm 2015) cho các dịch vụ tiếp thị, quảng cáo và máy tính, bởi một công ty Canada chuyên cung cấp phân tích dữ liệu lớn của các tài liệu khoa học.  Công ty này đã được mua lại vào năm 2017 bởi Chan Zuckerberg Initiative (CZI), một quỹ do Zuckerberg và vợ của anh, Priscilla Chan thành lập, và trở thành một trong những dự án của họ. Sau thông báo đổi thương hiệu Facebook / Meta, CZI thông báo rằng họ đã quyết định tước bỏ dự án Meta trước đó, rằng họ sẽ chuyển quyền đối với tên này sang Meta Platforms và dự án sẽ ngừng hoạt động vào năm 2022.

## Cạnh tranh với Twitter
Ngày 5/7/2023, Meta cho ra mắt Threads nhằm mục địch cạnh tranh với twitter sau vụ thách đấu giữa CEO Meta Plaffoms Mark Zuckerberg và Tỷ phú Elon Musk Tesla  Space X). Trong vòng 48 giờ Threads đã đạt 80 triệu người dùng, phá kỷ lục về số người dùng đăng ký do ChatGPT  trước đó và trở thành mạng xã hội đạt 100 triệu người nhất lúc đó và đủ sức tranh với twitter của tỉ phú Elon Musk.